# Aglaia everettii
Aglaia everettii är en tvåhjärtbladig växtart som beskrevs av Elmer Drew Merrill. Aglaia everettii ingår i släktet Aglaia och familjen Meliaceae. Inga underarter finns listade i Catalogue of Life.